# Шашоровиці
Шашоровиці (пол. Szaszorowice) — село в Польщі, у гміні Нехлюв Ґуровського повіту Нижньосілезького воєводства.
Населення — 139 осіб (2011).
У 1975-1998 роках село належало до Лешненського воєводства.

## Демографія
Демографічна структура станом на 31 березня 2011 року:
|          | Загалом | Допрацездатний вік | Працездатний вік | Постпрацездатний вік |
| -------- | ------- | ------------------ | ---------------- | -------------------- |
| Чоловіки | 72      | 17                 | 47               | 8                    |
| Жінки    | 67      | 13                 | 41               | 13                   |
| Разом    | 139     | 30                 | 88               | 21                   |